# 赤鯮
赤鯮（crimson seabream；台羅: tshiah-tsang），又稱黃牙鯛、黄背牙鯛、黃鯛、血鯛、赤章、赤鬃，是輻鰭魚綱鱸形目鯛科牙鯛屬的其中一種。
由於盤仔鯮價格低廉，形貌又與本魚十分相似，常被不肖魚販用以濫竽充數。

## 分布
本魚分布於西太平洋區，包括日本、台灣、菲律賓等海域。

## 深度
水深50至250公尺。

## 特徵
本魚體呈鮮紅色且帶銀色亮光，腹部白色。背鰭前方硬棘不延長呈絲狀，臀鰭第二、第三枚硬棘約略等長。體軀甚高且側扁，上下頜只有犬齒無臼齒，體側背鰭下方，有3塊金黃色斑點。背鰭硬棘12枚、軟條10枚；臀鰭硬棘3枚，軟條8枚。体侧线鱗片數46至50枚。體長可達35公分。

## 生態
本魚棲息在較深具沙泥底質的海域，產卵期會游至水深50公尺處，屬於肉食性，以無脊椎動物為食。

## 經濟利用
屬於高級的食用魚，具高經濟價值，適合各種烹調方式。臺灣人重視此魚類，列為十大美味魚類之一，稱一鯃、二紅魦、三鯧、四馬鮫、五鮸、六嘉鱲、七赤鯮、八馬頭、九烏喉、十寸子。

## 外部連結
- Encyclopedia of Life （英文）
- ITIS （英文）
- BioLib （页面存档备份，存于） （英文）